# Arthonnay
Arthonnay est une commune française située dans le département de l'Yonne, en région Bourgogne-Franche-Comté.

## Géographie

### Climat
Pour des articles plus généraux, voir Climat de la Bourgogne-Franche-Comté et Climat de l'Yonne.
En 2010, le climat de la commune est de type climat océanique dégradé des plaines du Centre et du Nord, selon une étude du Centre national de la recherche scientifique s'appuyant sur une série de données couvrant la période 1971-2000. En 2020, Météo-France publie une typologie des climats de la France métropolitaine dans laquelle la commune est exposée à un climat océanique altéré et est dans la région climatique Lorraine, plateau de Langres, Morvan, caractérisée par un hiver rude (1,5 °C), des vents modérés et des brouillards fréquents en automne et hiver.
Pour la période 1971-2000, la température annuelle moyenne est de 10,6 °C, avec une amplitude thermique annuelle de 15,9 °C. Le cumul annuel moyen de précipitations est de 855 mm, avec 12,3 jours de précipitations en janvier et 8,7 jours en juillet. Pour la période 1991-2020, la température moyenne annuelle observée sur la station météorologique de Météo-France la plus proche, « Cruzy_sapc », sur la commune de Cruzy-le-Châtel à 8 km à vol d'oiseau, est de 11,1 °C et le cumul annuel moyen de précipitations est de 845,8 mm. 
La température maximale relevée sur cette station est de 40,7 °C, atteinte le 25 juillet 2019 ; la température minimale est de −21 °C, atteinte le 16 janvier 1985,,.
Les paramètres climatiques de la commune ont été estimés pour le milieu du siècle (2041-2070) selon différents scénarios d'émission de gaz à effet de serre à partir des nouvelles projections climatiques de référence DRIAS-2020. Ils sont consultables sur un site dédié publié par Météo-France en novembre 2022.

## Urbanisme

### Typologie
Au 1er janvier 2024, Arthonnay est catégorisée commune rurale à habitat dispersé, selon la nouvelle grille communale de densité à sept niveaux définie par l'Insee en 2022.
Elle est située hors unité urbaine et hors attraction des villes,.

### Occupation des sols
L'occupation des sols de la commune, telle qu'elle ressort de la base de données européenne d’occupation biophysique des sols Corine Land Cover (CLC), est marquée par l'importance des territoires agricoles (76 % en 2018), une proportion sensiblement équivalente à celle de 1990 (75,8 %). La répartition détaillée en 2018 est la suivante : 
terres arables (70,6 %), forêts (22,8 %), zones agricoles hétérogènes (5,4 %), zones urbanisées (1,1 %). L'évolution de l’occupation des sols de la commune et de ses infrastructures peut être observée sur les différentes représentations cartographiques du territoire : la carte de Cassini (XVIIIe siècle), la carte d'état-major (1820-1866) et les cartes ou photos aériennes de l'IGN pour la période actuelle (1950 à aujourd'hui).

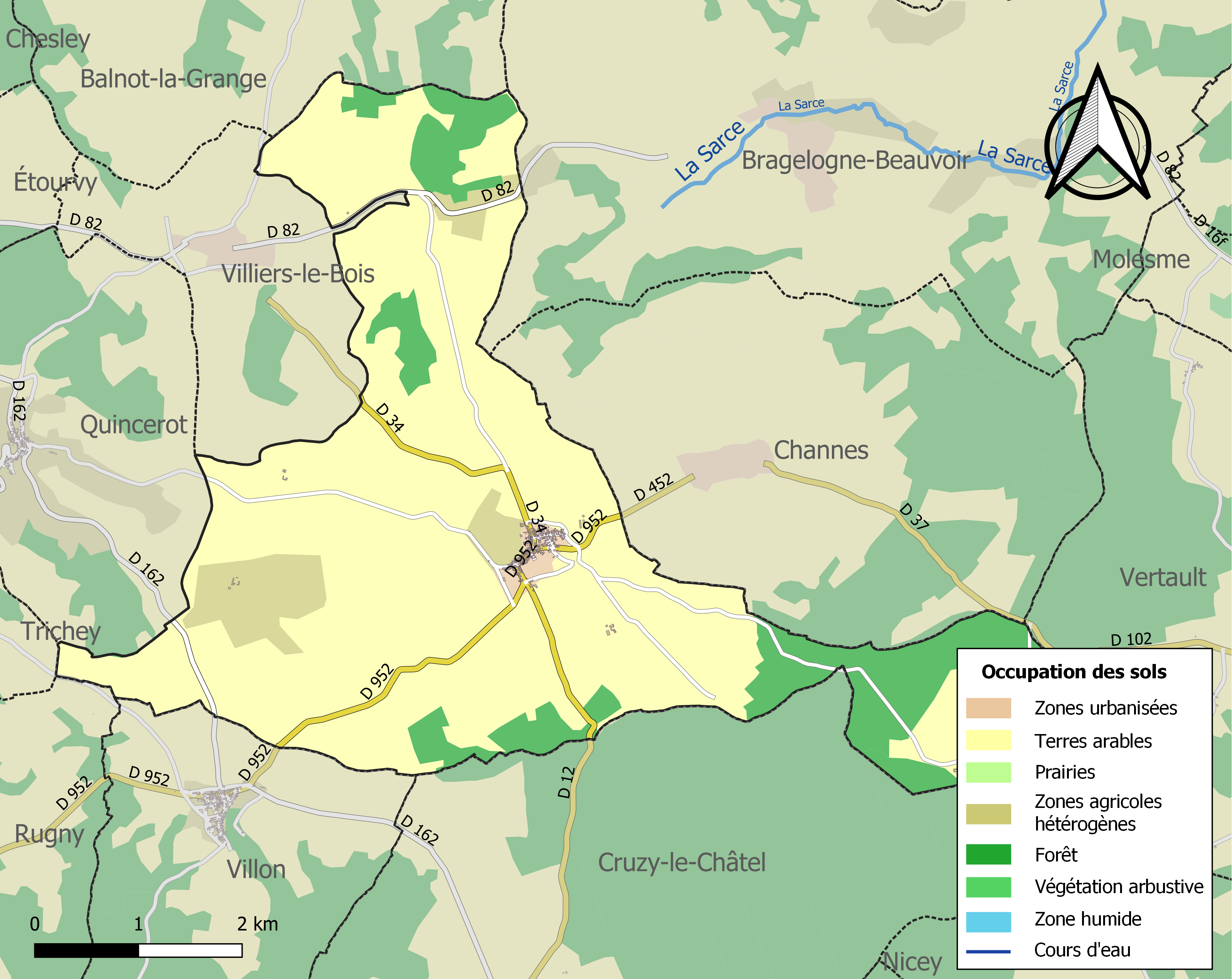
Carte des infrastructures et de l'occupation des sols de la commune en 2018 (CLC).

## Toponymie
Du gaulois artonos (ours).

## Histoire

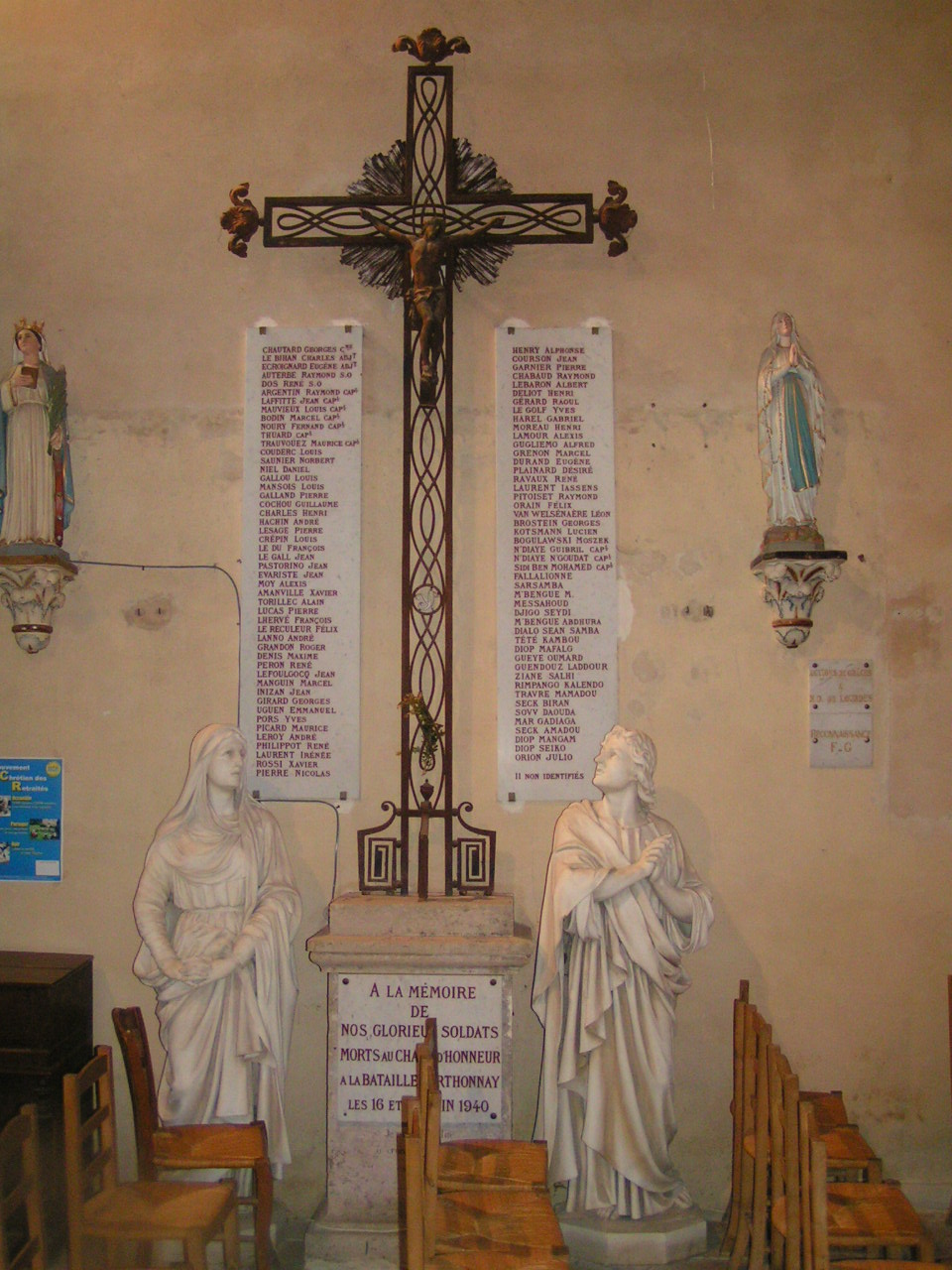
Stèle commémorative des combats d'Arthonnay des 16 et 17 juin 1940.

### Moyen Âge
Le village aurait été connu sous la dénomination Artunnacum[réf. souhaitée].

### Renaissance
En 1695, Arthonnay est en Champagne, comté de Tonnerre, bailliage de Chaource ; d'ailleurs Valentin Jamerey-Duval, né à cette date, se définit comme Champenois.

### XIXesiècleetXXesiècle
Le 24 mai 1827, la foudre tombe sur le clocher de l'église et y propage un incendie qui contribuera à sa future ruine. Le 14 juin 1836 un grand incendie ravage une partie du village et détruit une cinquantaine de maisons.

#### Seconde Guerre mondiale
En 1940, Arthonnay est le théâtre d'un des derniers combats de la Bataille de France. Du 16 juin au soir jusqu'au 17 juin au matin, le 42e régiment d'infanterie coloniale résiste au XXXIe Panzerkorps allemand, et est décimé. On relève 107 soldats français qui y ont fait don de leur vie pour la France. C'est ce même 17 juin que le maréchal Pétain s'adresse aux Français pour annoncer qu'il « fait don de sa personne à la France pour atténuer ses malheurs et que, le cœur serré, il ordonne de cesser le combat ».
Une stèle commémorative dans la chapelle paroissiale honore la mémoire des noms de ces 107 combattants, dont 24 soldats d'Afrique noire et 11 inconnus. Selon l'historien allemand Raffael Scheck, une cinquantaine de coloniaux prisonniers auraient été massacrés après les combats d'Arthonnay.

#### Époque contemporaine
Le 16 janvier 1975, un Mirage III B de la BA102 Dijon-Longvic s'écrase sur le finage de la commune. Le pilote réussit à s'éjecter à temps et s'en tire avec seulement de légères contusions.

## Politique et administration
| Période | Période  | Identité          | Étiquette | Qualité       |
| ------- | -------- | ----------------- | --------- | ------------- |
| 1901    | 1904     | Emile Bourdot     |           |               |
| 1904    | 1908     | Lucien Basset     |           |               |
| 1908    | 1912     | Emile Ménegault   |           |               |
| 1912    | 1921     | M. Marot          |           |               |
| 1921    | 1929     | Lucien Basset     |           |               |
| 1929    | 1953     | Octave Prunier    |           |               |
| 1953    | 1959     | Raymond Larcier   |           |               |
| 1959    | 1961     | Auguste Contassot |           |               |
| 1961    | 1971     | Fernand Godin     |           |               |
| 1971    | 1977     | Maurice Lallemand |           |               |
| 1977    | 2001     | André Godin       |           |               |
| 2001    | 2014     | Chantal Prignot   |           |               |
| 2014    | En cours | Josiane Rousseau  | SE        | Fonctionnaire |

## Démographie
L'évolution du nombre d'habitants est connue à travers les recensements de la population effectués dans la commune depuis 1793. Pour les communes de moins de 10 000 habitants, une enquête de recensement portant sur toute la population est réalisée tous les cinq ans, les populations de référence des années intermédiaires étant quant à elles estimées par interpolation ou extrapolation. Pour la commune, le premier recensement exhaustif entrant dans le cadre du nouveau dispositif a été réalisé en 2007.

En 2022, la commune comptait 150 habitants, en évolution de −5,06 % par rapport à 2016 (Yonne : −1,95 %, France hors Mayotte : +2,11 %).
| 1793 | 1800 | 1806 | 1821 | 1831 | 1836 | 1841 | 1846 | 1851 |
| ---- | ---- | ---- | ---- | ---- | ---- | ---- | ---- | ---- |
| 820  | 746  | 873  | 900  | 751  | 773  | 773  | 783  | 771  |

| 1856 | 1861 | 1866 | 1872 | 1876 | 1881 | 1886 | 1891 | 1896 |
| ---- | ---- | ---- | ---- | ---- | ---- | ---- | ---- | ---- |
| 672  | 668  | 644  | 639  | 601  | 585  | 579  | 557  | 529  |

| 1901 | 1906 | 1911 | 1921 | 1926 | 1931 | 1936 | 1946 | 1954 |
| ---- | ---- | ---- | ---- | ---- | ---- | ---- | ---- | ---- |
| 513  | 502  | 446  | 394  | 378  | 382  | 326  | 373  | 315  |

| 1962 | 1968 | 1975 | 1982 | 1990 | 1999 | 2006 | 2007 | 2012 |
| ---- | ---- | ---- | ---- | ---- | ---- | ---- | ---- | ---- |
| 292  | 268  | 209  | 200  | 187  | 179  | 171  | 170  | 164  |

| 2017 | 2022 | - | - | - | - | - | - | - |
| ---- | ---- | - | - | - | - | - | - | - |
| 152  | 150  | - | - | - | - | - | - | - |

## Lieux et monuments

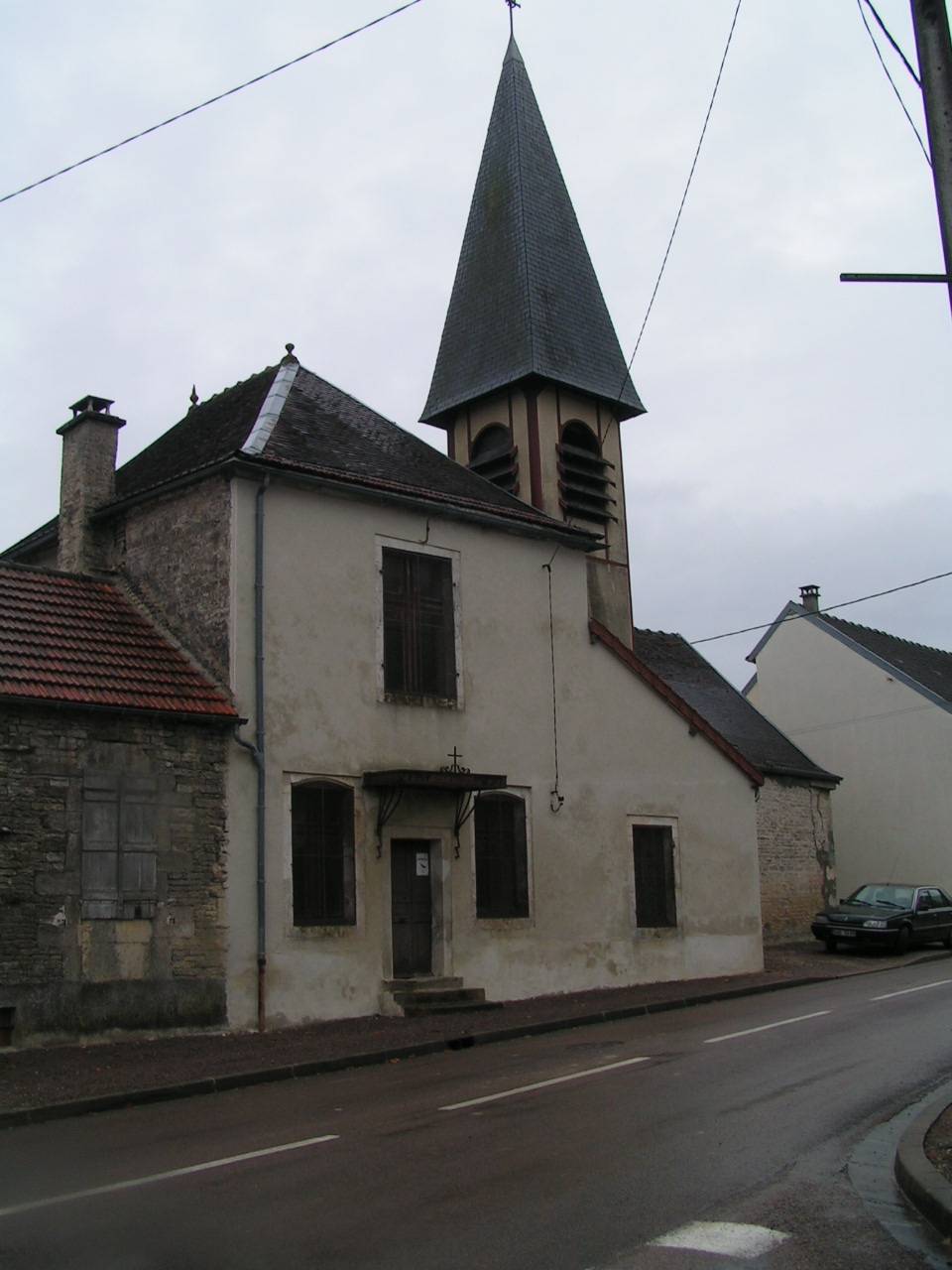
Chapelle paroissiale d'Arthonnay.

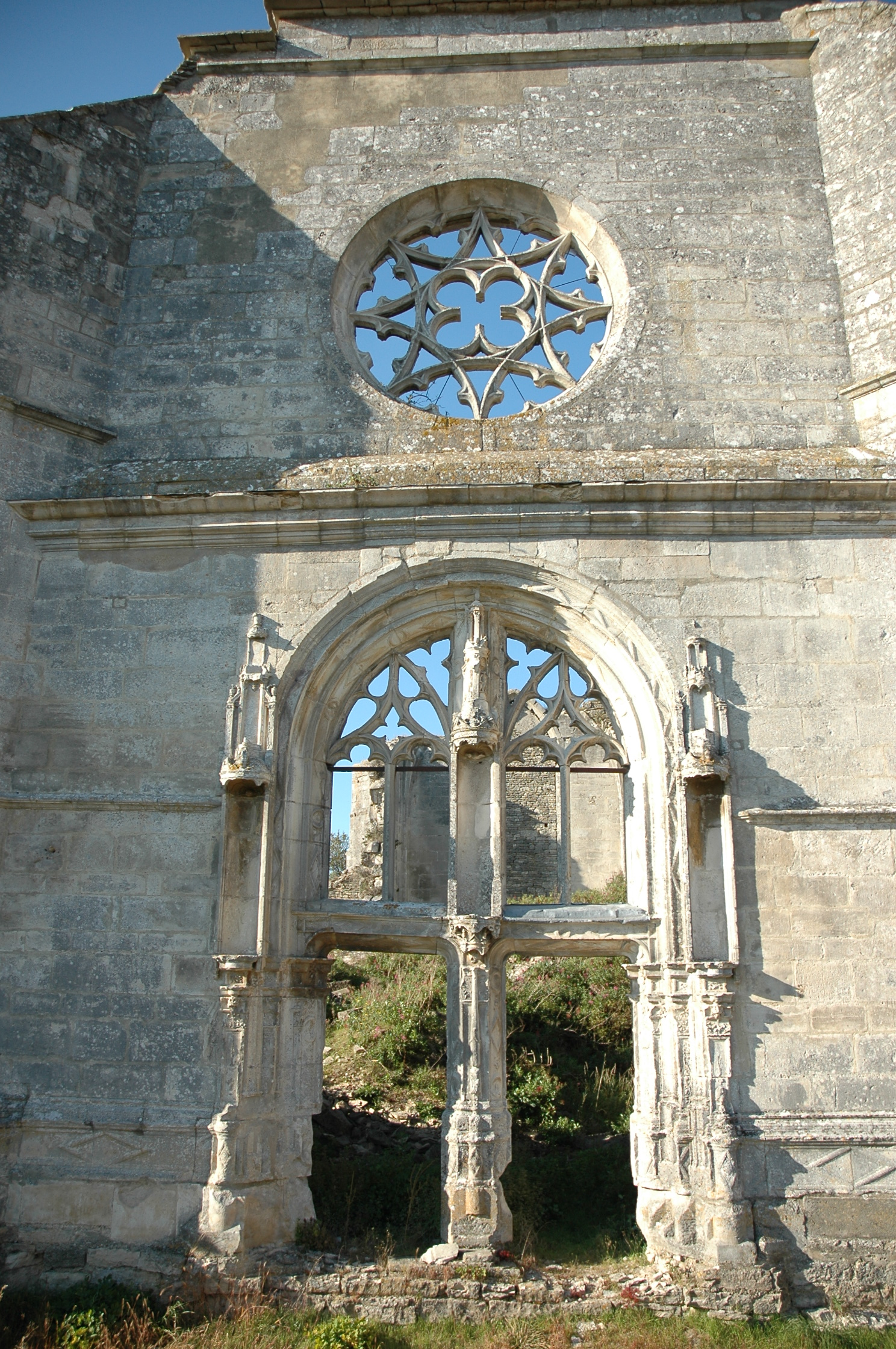
Portail de l'église d'Arthonnay.

Le village compte de belles ruines de l'église Saint-Valentin du XVIe siècle avec son portail classé, et dont la voûte et le clocher se sont écroulés en 1926.
La mairie, munie d'un curieux clocheton sur le toit et son lavoir alimenté par une éolienne. L'ensemble est inscrit au titre des monuments historiques depuis 2003.
On peut également citer la chapelle paroissiale et sa stèle commémorative de la bataille d'Arthonnay.

## Personnalités liées à la commune
- Valentin Jamerey-Duval (Arthonnay 1695 - Vienne (Autriche), 1775), bibliothécaire et conservateur du cabinet des médailles de l'empereur François Ier de Habsbourg-Lorraine, à Vienne.
- Jacques Philippe Morisot-Gratte-Pain (1754-1823), homme politique né à Arthonnay, maire de Balnot, député de l'Aube de 1803 à 1807.
- Guy Jessionesse (Arthonnay 1936) agriculteur et cycliste[21]

## Pour approfondir